# Мірабад (Ровзех-Чай)
Мірабад (перс. میرآباد) — село в Ірані, входить до складу дехестану Ровзех-Чай у Центральному бахші шахрестану Урмія провінції Західний Азербайджан.